# Directives anticipées en droit français
Pour un article plus général, voir Directive anticipée.
En droit français, la possibilité d'écrire des directives anticipées ont été introduites dans la loi du 22 avril 2005 (dite loi Leonetti) et le décret du 6 février 2006. Selon l'article L1111-11 du Code de la santé publique, dans sa version actuelle issue de la loi du 2 février 2016, « ces directives anticipées expriment la volonté de la personne relative à sa fin de vie en ce qui concerne les conditions de la poursuite, de la limitation, de l'arrêt ou du refus de traitement ou d'acte médicaux ».
Elles revêtent la forme d'un document écrit, daté et signé par leur auteur dûment identifié par l'indication de ses nom, prénom, date et lieu de naissance.
Toutefois lorsque l'auteur de ces directives, bien qu'en état d'exprimer sa volonté, est dans l'impossibilité d'écrire et de signer lui-même le document, il peut demander à deux témoins, dont la personne de confiance, d'attester que le document qu'il n'a pu rédiger lui-même est l'expression de sa volonté libre et éclairée. Ces témoins indiquent leur nom et qualité et leur attestation est jointe aux directives anticipées.
Une affaire a particulièrement marqué la France ces dernières années sur le sujet des directives anticipées : il s'agit de l'affaire Vincent Humbert, qui a particulièrement touché l'opinion publique et  a permis à la majeure partie des Français d'entendre parler de directives anticipées. Par ailleurs une autre affaire, celle de Vincent Lambert, qui a commencé à partir de 2013, a suscité un ré-examen de la loi Leonetti du 22 avril 2005 qui s'est concrétisé par la nouvelle loi du 2 février 2016, qui consacre son article 8 aux directives anticipées.
D'après un sondage de l'IFOP d'octobre 2017, 14 % des Français affirment avoir rédigé leurs directives anticipées. Parmi ceux qui ne les ont pas rédigées, 42 % ignoraient leur existence.

## Validité
La loi du 2 février 2016 a renforcé le caractère contraignant des directives anticipées. Le médecin doit les respecter, sauf dans deux cas de figure : « les directives anticipées s'imposent au médecin pour toute décision d'investigation, d'intervention ou de traitement, sauf en cas d'urgence vitale pendant le temps nécessaire à une évaluation complète de la situation et lorsque les directives anticipées apparaissent manifestement inappropriées ou non conformes à la situation médicale ».
Le contenu des directives anticipées prévaut sur tout autre avis non médical. Elles peuvent être à tout moment révoquées ou modifiées par leur signataire. Leur validité, qui était de 3 ans renouvelable entre 2005 et 2016, est désormais sans limitation de durée.
Toute personne admise dans un établissement de santé ou dans un établissement médico-social peut signaler l'existence de directives anticipées. Cette mention ainsi que les coordonnées de la personne qui en est détentrice sont portées dans le dossier médical,.

## Conservation
Les directives anticipées doivent être conservées selon des modalités les rendant aisément accessibles pour le médecin appelé à prendre une décision de limitation ou d'arrêt de traitement dans le cadre de la procédure collégiale définie par l'article R. 4127-37 du Code de santé publique.
À cette fin, elles sont conservées dans le dossier de la personne constitué par un médecin de ville, qu'il s'agisse du médecin traitant ou d'un autre médecin choisi par elle, ou, en cas d'hospitalisation, dans le dossier médical.
Toutefois, les directives anticipées peuvent être conservées par leur auteur ou confiées par celui-ci à la personne de confiance ou, à défaut, à un membre de sa famille ou à un proche. Dans ce cas, leur existence et les coordonnées de la personne qui en est détentrice sont mentionnées, sur indication de leur auteur, dans le dossier constitué par le médecin de ville ou dans le dossier médical.
La loi du 2 février 2016 avait prévu la création d'un grand fichier informatisé pour conserver ces documents au niveau national. Mais un rapport de l'IGAS d'octobre 2015 a  proposé d’intégrer les directives anticipées au sein du Dossier Médical Partagé (DMP) prévu dans la Loi Santé du 26 janvier 2016 et mis en œuvre par l’Assurance maladie. Selon l’IGAS, le « DMP est l’outil le plus adapté pour assurer à moindre coût l’identification des personnes, la conservation et la sécurisation lors de l’interrogation. (...) Aucun des autres opérateurs existants ne fera mieux, plus vite et à meilleur coût. »

## Modèles de formulaire
L'article 8 de la loi du 2 février 2016 dispose qu'un décret doit établir un modèle à proposer aux personnes qui souhaitent rédiger des directives anticipées . Ce modèle a été établi et publié dans le cadre d'un décret et d'un arrêté en date du 3 août 2016,.
D'autres modèles ont été établis par divers organismes, hôpitaux ou associations et sont disponibles sur leurs sites, comme par exemple la Société de réanimation de Langue Française (SRLF), la Société Française d'Accompagnement et de soins Palliatifs (SFAP), l'Espace Éthique du Languedoc-Roussillon, l'Association pour le Droit de Mourir dans la Dignité (ADMD), l'association SOS Fin de vie, le réseau Unicancer, etc.
Fin 2016, la Haute Autorité de Santé (HAS) a mis en ligne différents guides pour aider les professionnels de santé et le grand public à s'approprier les directives anticipées. Le Centre national des soins palliatifs et de la fin de vie met également à disposition de courtes vidéos pour répondre aux principales questions sur les directives anticipées et la personne de confiance.